# Convento del Rollo
El convento del Rollo, nombre con el que se conoce al monasterio de la Purísima Concepción es una edificación proyectada por el arquitecto Antonio Fernández Alba en 1962, destinada a los Hermanos menores descalzos o Franciscanas descalzas. Se encuentra ubicado en la ciudad de Salamanca, España.

## Descripción
El edificio, por criterio expreso de la comunidad, debía responder a un carácter eminentemente tradicional en cuanto a los métodos constructivos, con grandes muros de sillares de piedra arenisca, característicos de los edificios salamantinos. Se utilizó el claustro como elemento de unión de las actividades del noviciado y el convento, agrupando en un solo edificio las distintas actividades de la vida monacal. 

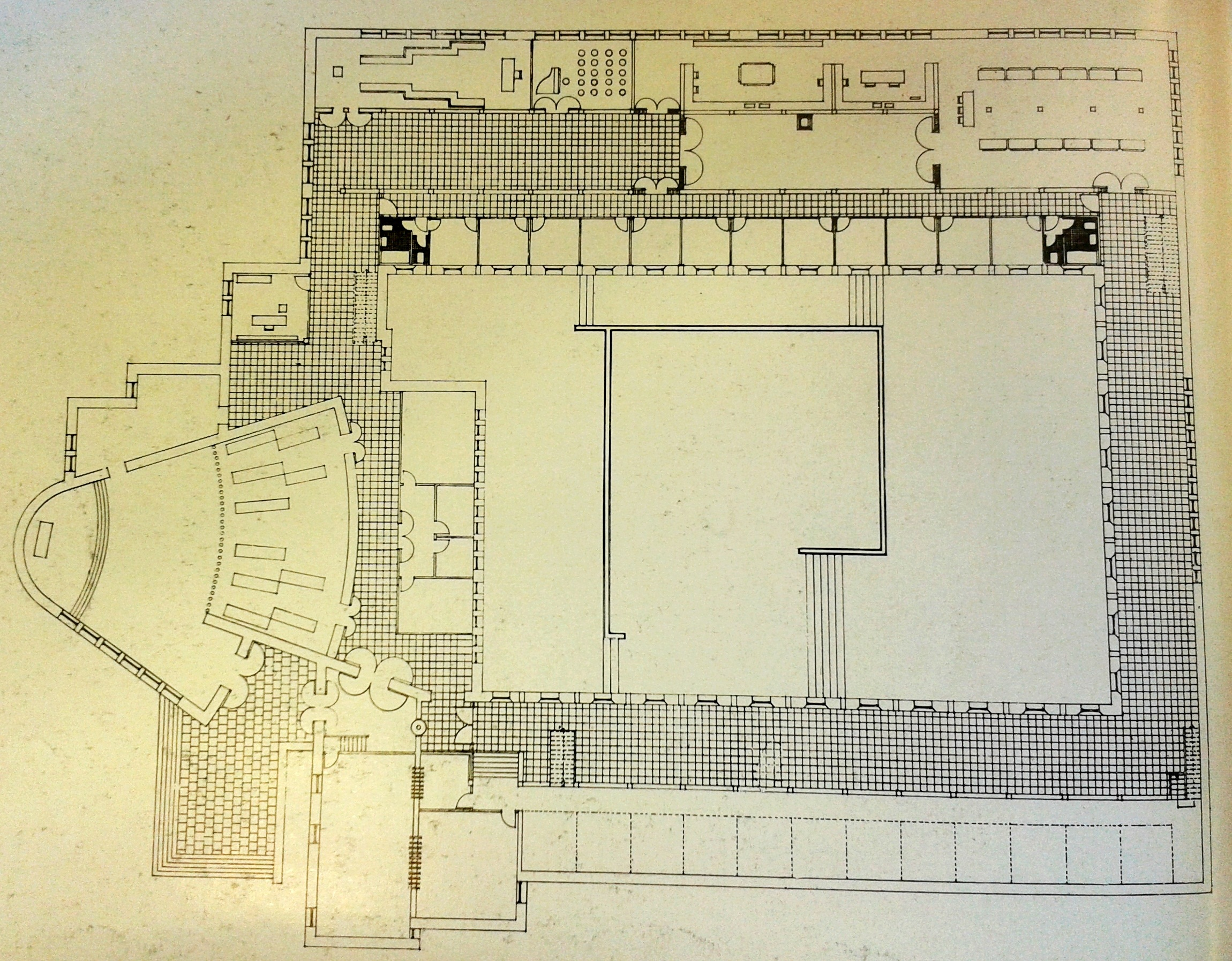
Planta del convento

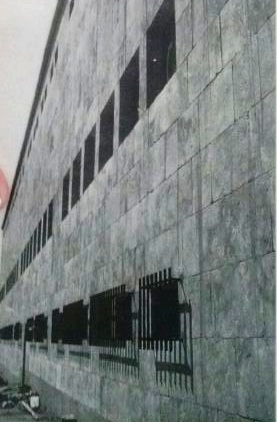
Lateral del edificio

La actitud de Alba parece más comprometida con el funcionalismo, de modo que la forma de claustro existe, independientemente de la disposición real: las celdas se agrupan en dos lados paralelos y se escalonan orientadas de manera lineal, con vistas y soleamiento idénticos, introduciéndose en el interior el paisaje sobrio de la meseta castellana a través de una serie de ventanas en celosía. La economía constructiva permitió realizar un sistema de bóveda tabicada en todo el conjunto, que unido a la sobriedad del lenguaje empleado, sitúan al edificio dentro de un clima regional exento de todo monumentalismo. En este edificio, la relación interior-exterior viene diseñada por un concepto de centralidad, aspecto apreciable en el patio central (claustro), donde además, en planta,se observa una clara tendencia a la geometrización. La predilección por el uso de un único material exterior para todo el edificio, se confirma en esta construcción que, por otro parte, hace patente la síntesis estructura-volumen-luz en un lenguaje con fuertes acentos de la arquitectura civil de la meseta de Castilla.
En este proyecto nos encontramos con una característica propia del modo en que la arquitectura madrileña recibía lo moderno con anterioridad a los años cincuenta. Se desea incorporar ese carácter típicamente moderno, el carácter funcional, donde se tiene en cuenta un interés por la higiene, aunque sin perder los aspectos más propios, en este caso, una idea de forma claustral. Se sustituye el esquema de manzana cerrada por una disposición abierta, pero la edificación no se presenta, en cuanto forma aparente, como edificación abierta: el patio logra ser interior a pesar de abrirse a la calle, así como la forma de la manzana es unitaria pese a que esté dividida en dos. 
Examinado cualquier fotografía del Convento del Rollo, se pueden apreciar algunos aspectos característicos del edificio: composición horizontal del diseño, deliberada ambigüedad luminística de las fotografías, así como el uso directo de materiales procedentes del propio enclave natural. Se puede realizar una descripción siguiendo las características impuestas por Bruno Zevi en relación con el entusiasmo de los pioneros del siglo XIX por la arquitectura medieval.
- Capacidad descriptiva, sentido narrativo de la composición.
- Carácter orgánico de las estructuras.
- Pervivencia de los edificatorios reflejados en el urbanismo medieval.
- Desvinculación de las experiencias de la simetría.
- Avance de los elementos estructurales en la extensión del muro.

Esta obra parte del entronque con la tradición madrileña, con la fuerza que la cultura arquitectónica de la ciudad capital ejerció sobre Fernández Alba, como sobre todo aquellos futuros hombres de provincias que se educaron en Madrid y ejercieron luego su carrera. La obra que nos ocupa, interesada y enraizada en la historia, nunca respondió a los intereses de la modernidad tenidos por más auténticos.
En 1963 se concedió a esta obra el Premio Nacional de Arquitectura

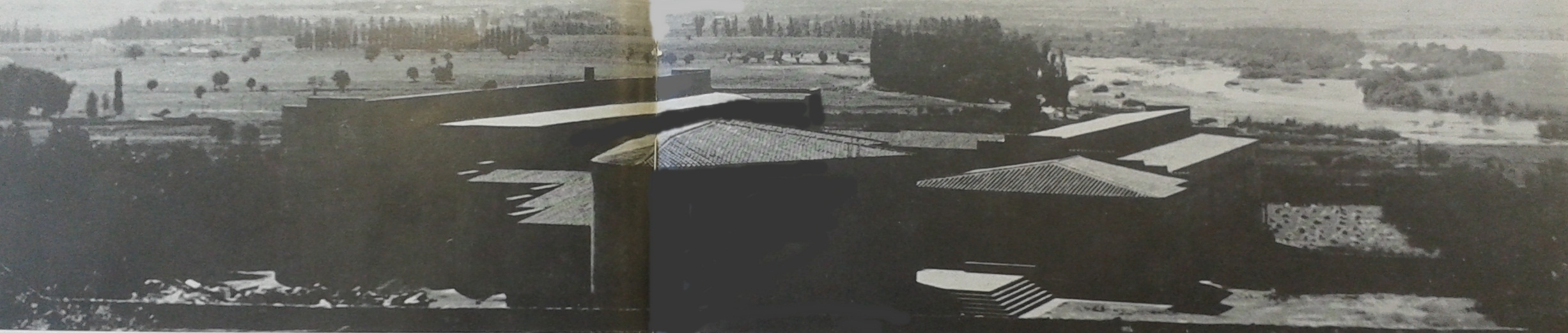
El convento en su paisaje
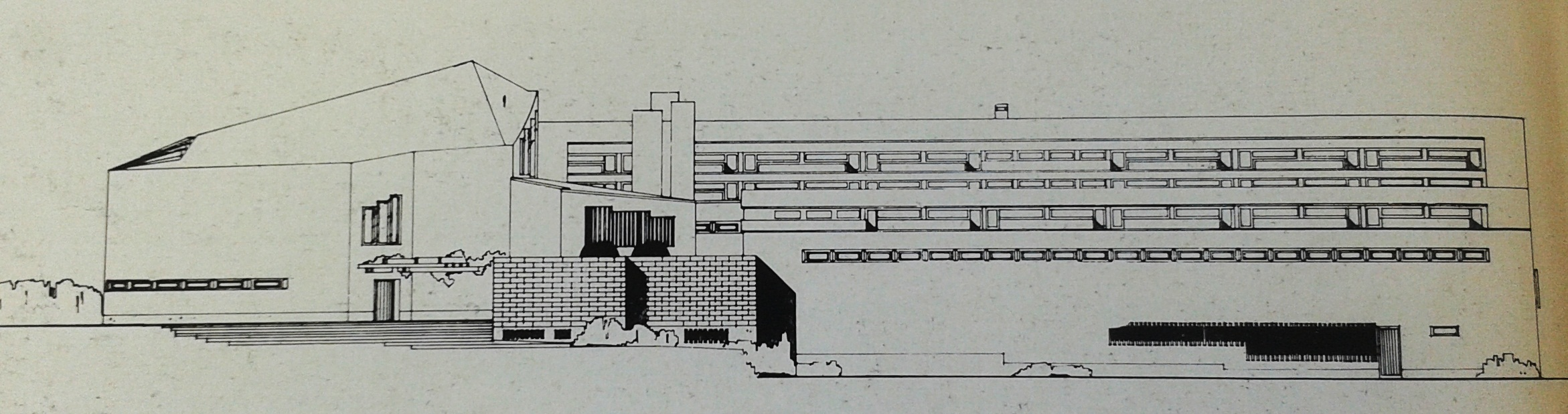
Alzado con la capilla
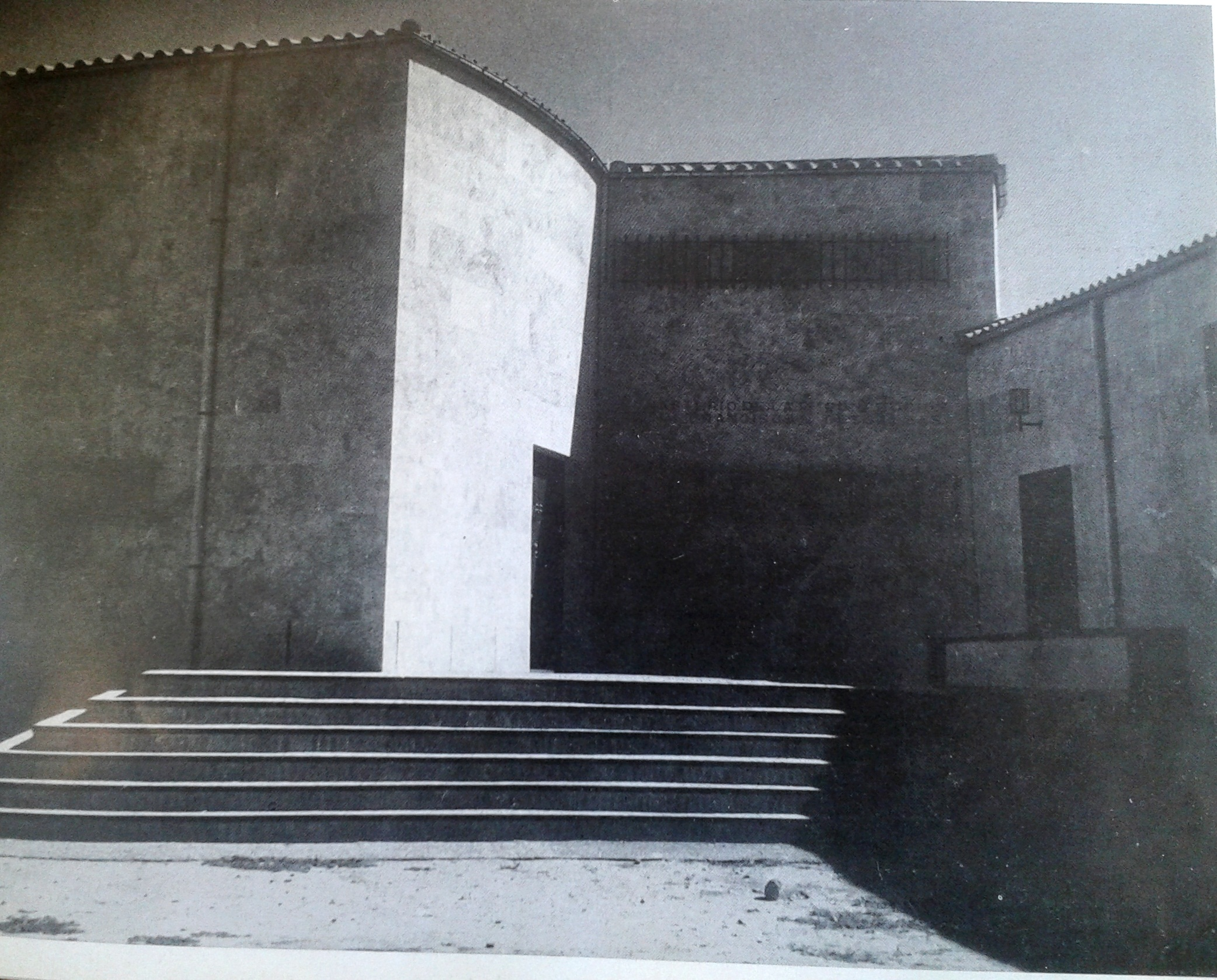
Detalle de la entrada a la capilla